# Linguaggio CB

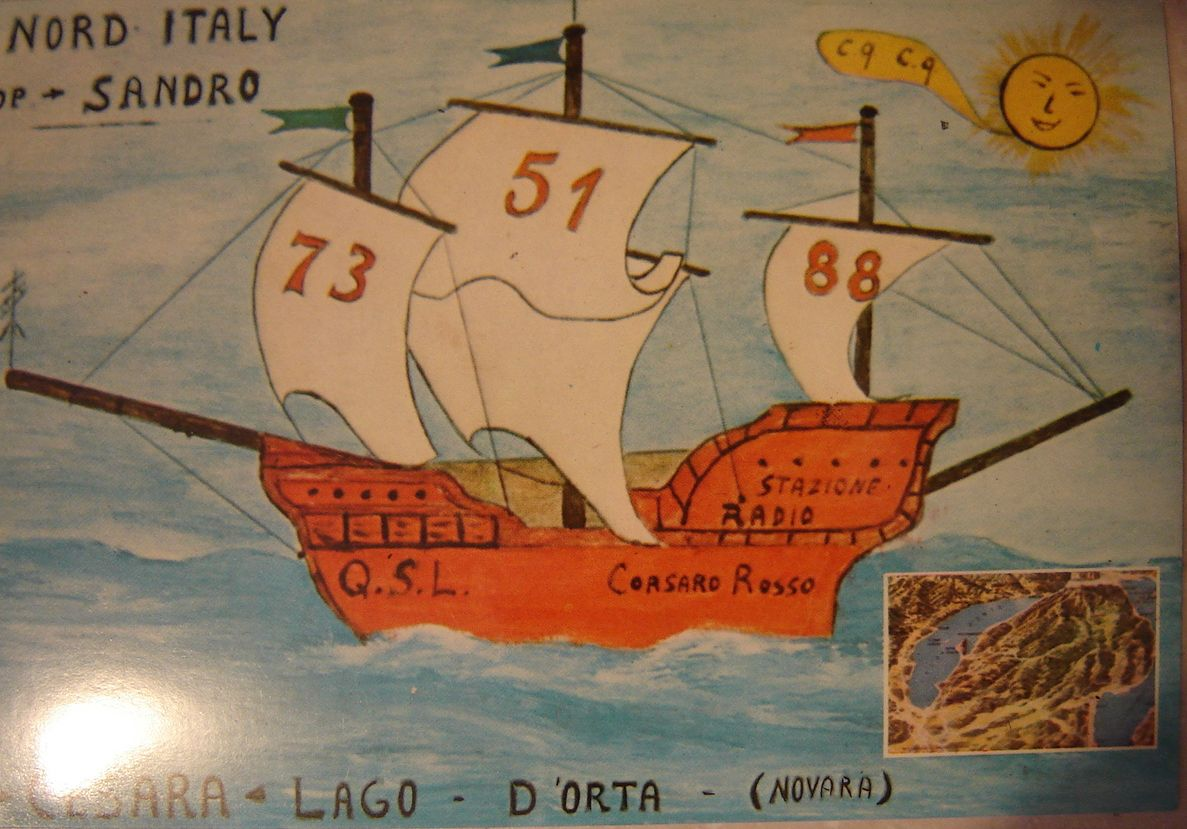
Una cartolina QSL per confermare l'avvenuto collegamento (QSO) tra due operatori CB. Sulle vele sono presenti saluti (73), auguri (51) e baci (88), mentre il sole sta cercando qualcuno in ascolto per poter fare due chiacchiere (CQ CQ)

Il cosiddetto linguaggio CB è un insieme di sigle, abbreviazioni e modi di dire in uso nelle comunicazioni radio nella banda cittadina (CB, dall'inglese Citizens' Band), ed è frutto in parte dal gergo utilizzato dai radioamatori, principalmente alcune sigle del Codice Q e della sua iniziale clandestinità. 
A differenza dei radioamatori gli operatori CB sono utenti di un sistema di comunicazione deregolamentato, pertanto nella trasmissione orale alcune sigle hanno finito per assumere sfumature diverse. Ad esempio la sigla QRA, che dal significato originario di "nominativo della stazione" da cui il radioamatore trasmette, è diventato "la famiglia" in senso lato, per cui è un comune atto di cortesia per un CB concludere un collegamento estendendo i saluti "a tutto il QRA familiare".
Durante il lungo periodo iniziale di clandestinità, durato in Italia almeno 26 anni, ai tecnicismi derivanti dall'adattamento del Codice Q si sono mescolate altre fonti, quali:
- la ricerca di un gergo per confondere la Polizia Postale: ad esempio "puffo" per "poliziotto", "ciabatta" o "scarpone" per amplificatore di potenza (detto anche "booster"), a tutt'oggi vietato.

- la libera interpretazione di alcuni elementi tecnici: per esempio la potenza con cui viene ricevuto il segnale radio viene indicata con l'abbreviazione S (per strength o signal). Nel linguaggio CB la S è diventata "Santiago", nonostante nell'Alfabeto fonetico NATO, oggi adottato anche dai CB, corrisponda a "Sierra".

Il codice 10, usato dai CB in varie parti del mondo, è derivato da abbreviazioni in codice numerico che la polizia americana (quando impiegava le frequenze della radiodiffusione) usava per abbreviare le comunicazioni e renderle meno comprensibili agli ascoltatori esterni. È abbastanza diffuso presso i CB anglofoni e ispanofoni (per esempio diez-cuatro, cioè dieci-quattro, per "ricevuto").
La seguente lista include alcune frasi e abbreviazioni comuni tra i CB di lingua italiana.
| Termine del gergo                                                | Significato |
| ---------------------------------------------------------------- | --- |
| 144                                                              | Essere a letto ("buona notte" = "buon 144"). 144 MHz corrisponde infatti alla lunghezza d'onda di due metri (vedi sotto). |
| 15                                                               | Fratello, sorella. |
| 2 metri (orizzontale)                                            | Il letto. Analogamente al radioamatore, che può operare sulla lunghezza d'onda dei due metri, anche il CB si sposta sui 2 metri ma "in orizzontale" cioè a letto. |
| 25                                                               | Fidanzata, fidanzato. |
| 27                                                               | Genitori, familiari in genere |
| 50                                                               | Moglie, marito. |
| 51                                                               | Auguri (si legge sia "cinquantuno" che "cinque uno") |
| 72                                                               | Saluti QRP ("settantadue" o "sette due") |
| 72 + 44                                                          | Saluti CB MONTANO ("sette due quattro quattro") |
| 73                                                               | Saluti ("settantatré" o "sette tre") |
| 73 + 51                                                          | Saluti e auguri ("sette tre cinque uno") |
| 77                                                               | Saluti SOTA - Summits On The Air ("settantasette" o "sette sette") |
| 88                                                               | Baci e abbracci |
| Amicaccio                                                        | Colloquiale riferito all'interlocutore che non si conosce |
| Antenna spezzata                                                 | Operatore non in regola. Azione delle Autorità verso un CB non in regola. |
| Ascoltone o Orecchie pelose o Orecchie d'oro o Orecchie di gomma | Uno che sta in ascolto senza intervenire. |
| Bailame / Bailamme                                               | Confusione. |
| Baraccamento                                                     | L'insieme dell'attrezzatura della stazione trasmittente. |
| Baracchino                                                       | Ricetrasmettitore CB. |
| Baraccone                                                        | Grosso ricetrasmettitore CB. |
| Barra                                                            | Stazione di trasmissione (b. fissa = a casa; b. mobile = in macchina; b. pesante = sul camion; b. agricola = sul trattore; b. turistica = sul pullman; b. nautica = su un natante). Per regolamento, in caso di trasferta, i radioamatori devono far precedere o seguire il proprio nominativo dall'indicatore della zona ove si trovino in quel momento (es. I0AAA/1 potrebbe essere un radioamatore laziale che opera in Liguria). Nel linguaggio CB si è prima mutuata la "/" con significato simile (es. "Corsaro/mobile" o "Corsaro in barra mobile") per poi farle assumere quello di tipo o posizione della stazione. |
| Bassa                                                            | Telefonata. Da "bassa frequenza" in contrapposizione all'alta frequenza tipica dei segnali radio. |
| Bianco in frequenza                                              | Richiesta di rimanere in ascolto senza intervenire (v. anche "Ascoltone"). |
| Binario                                                          | Canale (v.) |
| Birra                                                            | Potenza d'uscita della stazione trasmittente in antenna. |
| Break / Brecco                                                   | Richiesta di inserimento in una conversazione. |
| Cambio                                                           | Passo la parola ad un altro (vedi anche "K") |
| Canale                                                           | Una delle 40 frequenze fisse in cui è divisa la C.B. (vedi anche "Rubinetto" e "Binario") |
| Canarini                                                         | Finanzieri - Guardia di finanza |
| Carica batteria                                                  | Mangiare |
| Carichetta                                                       | Mangiare, fare uno spuntino |
| Carica elettrolitica                                             | Bere. |
| Carica pupille                                                   | Dormire. |
| Controllo, controllino                                           | Richiesta di definizione di "Santiago" (v.) e di "Radio" (vedi). (Vedi anche "QRK"). |
| Copiare                                                          | Ricevere, comprendere, capire. |
| CQ                                                               | Segnale generale di chiamata (la pronuncia inglese di CQ suona come seek you, "ti cerco") |
| DX                                                               | Collegamento con una stazione particolarmente distante |
| Grande                                                           | Autostrada (esempio: "essere sulla Grande") |
| Grande Acca                                                      | L'ospedale |
| Gringhella/o oppure Ghiringhella/o                               | Ragazza non sposata (vedi anche "XYL") o ragazzo, figlia/o, nipote |
| HI (acca-i)                                                      | Una risata, o può indicare uno scherzo insito nel linguaggio usato |
| HI³ (acca-i al cubo)                                             | Una risata incontenibile. |
| IH (i-acca)                                                      | Contrario di HI, stato d'animo angosciato o triste. |
| In verticale                                                     | Di persona (riferito ad un incontro). |
| K                                                                | Passo la parola ad un altro (v. anche "cambio"). Viene dalla telegrafia, dove la lettera K in codice Morse sta per "cambio", "passo". |
| Kappa Emme                                                       | Chilometri. |
| lineare/stufetta                                                 | Amplificatore di potenza. Detto anche booster, "scarpone" (vedi) e "Alfa Lima" (dalle iniziali di: Amplificatore Lineare). È vietato dalla legislazione italiana. |
| Liscio (essere liscio)                                           | Regolare, senza alcun amplificatore |
| Luce Blu                                                         | la Polizia (v. anche "Puffi") |
| Mike                                                             | Il microfono |
| Modulare                                                         | Parlare |
| Negativo                                                         | No |
| Neri                                                             | I Carabinieri detti anche Charlie Charlie (da C.C.) |
| OM                                                               | Radioamatore (dall'inglese Old Man) |
| Pacco                                                            | Lo scherzo che consiste nel far credere di trasmettere da una posizione molto più distante da quella in cui ci si trova per dare l'impressione di essere in un DX (v.). Si scopre di essere stati vittime di un "pacco" con arrivo della QSL (v.) |
| Parallelo                                                        | Assieme, per dire: "...chi hai con te, al tuo fianco?" |
| Passo                                                            | Si usa alla fine della propria sessione di comunicazione per appunto "passare" la parola a un altro operatore. |
| Portante                                                         | Segnale non modulato |
| Portantero                                                       | Un sabotatore che disturba o impedisce un QSO (v.) utilizzando la propria portante (v.) |
| Puffi                                                            | La Polizia |
| QRA                                                              | Abitazione, indirizzo, nome personale (per estensione: la famiglia) |
| QRK                                                              | Controllo di comprensibilità del segnale, che viene reso in "Radio" (v.) e "Santiago" (v.). Vedi anche "Controllino" |
| QRM                                                              | Rumore di fondo di tipo elettronico che causa disturbi alla ricezione. |
| QRN                                                              | Rumore di fondo di tipo atmosferico che causa disturbi alla ricezione. |
| QRT                                                              | Chiudo la trasmissione |
| QRX                                                              | Rimanere in ascolto. Aspettare un momento. |
| QRZ                                                              | L'identificativo di chi chiama. |
| QSB                                                              | Evanescenza del segnale. |
| QSL                                                              | Cartolina postale che conferma l'avvenuto collegamento |
| QSO                                                              | Collegamento, chiacchierata |
| QSY                                                              | Spostarsi su un altro canale (v.) |
| QTC                                                              | Messaggio |
| QTH                                                              | Località dalla quale si trasmette |
| QTR                                                              | L'ora |
| Radio (o Erre)                                                   | Livello di qualità del segnale (da 0 = incomprensibile, a 5 = perfetto e senza rumori di sottofondo) con cui si fornisce un "QRK" (v.) o "controllino" (v.) |
| Roger                                                            | Ok, ricevuto. Va bene (ma in questa accezione è deprecato dovendosi usare: "si conferma"). |
| Rubinetto                                                        | Canale (v.) |
| Ruota                                                            | Gruppo di partecipanti ad una conversazione |
| Santiago (o Esse)                                                | Livello di ricezione del segnale, da 1 a 9+ (1-2 molto debole, 3-4 debole, 5-6 discreto, 7-8 forte, 9 molto forte, 9+10 fortissimo, 9+30 molto forte distorto) |
| Sblaterare                                                       | Quando una emissione disturba i canali adiacenti a quello in uso (dal termine inglese "splatter") |
| Scarpone (o scarpa)                                              | V. "lineare" |
| Scarrellare (o spazzolare)                                       | Fare "zapping", saltare da un canale (v.) all'altro |
| Spire (numero di)                                                | indica l'età (numero di anni) |
| Stazione fissa                                                   | parlare da casa (v. barra) |
| SWL                                                              | Stazione d'ascolto o, più generalmente, chi fa ascolto sulle onde corte |
| Trabacco / trabaccare                                            | Posto di lavoro, lavorare |
| Trabacchetto                                                     | Studio, studiare. |
| TVI                                                              | TeleVision Interferences, disturbi alla ricezione di segnali televisivi. |
| Verticale                                                        | Incontro di persona. |
| Wiskey                                                           | Watt. |
| XYL                                                              | Signora, moglie (dall'inglese ex young lady). |
| YL                                                               | Ragazza, bambina (dall'inglese young lady. È una delle abbreviazioni del codice Morse) (v. anche "Gringhella"). |